# Cwetan Genkow
Cwetan Walentinow Genkow (bułg. Цветан Валентинов Генков, ur. 8 lutego 1984 w Mezdrze) – bułgarski piłkarz występujący na pozycji napastnika, reprezentant Bułgarii w latach 2005–2011.

## Kariera klubowa

### Łokomotiw Mezdra
Jest wychowankiem Łokomotiwu Mezdra, w którym rozpoczynał sportową przygodę w sekcji lekkiej atletyki, a później dołączył do drużyny piłkarskiej. W seniorskiej drużynie Łokomotiwu zadebiutował 14 października 2001 roku w spotkaniu z Sitomirem Nikopol. Pierwszą bramkę zdobył 12 maja 2002 roku, w meczu z Olympikiem Tetewen. Była to jedyna bramka strzelona przez Genkowa w sezonie 2001/2002. W sezonie 2002/2003 strzelił już 14 goli, co było najlepszym wynikiem w zespole Łokomotiwu. W kolejnych rozgrywkach zdobył dla klubu 24 gole w lidze, co uczyniło go najskuteczniejszym zawodnikiem drużyny po raz drugi z rzędu. W sumie, w ciągu trzech sezonów, Genkow rozegrał we wszystkich rozgrywkach 75 meczów i strzelił dla Łokomotiwu 40 goli.

### Łokomotiw Sofia
W wieku 20 lat przeniósł się do Łokomotiwu Sofia. W sezonie 2005/2006 zajął z nim czwarte miejsce w tabeli, gwarantujące start w Pucharze UEFA. Rok później podopieczni Stefana Grozdanowa byli ostatecznie trzeci, chociaż do końca walczyli z CSKA Sofia o tytuł wicemistrza. Genkow w 29 meczach trafiał do bramki rywali 27 razy, dzięki czemu na koniec sezonu odebrał nagrodę dla najskuteczniejszego napastnika ligi.

### Dinamo Moskwa
Udane występy w Ekstraklasie bułgarskiej zaowocowały transferem do Dynama Moskwa. W nowym klubie nie był już tak skuteczny. Na początku 2010 roku na zasadzie wypożyczenia powrócił do Łokomotiwu Sofia.

### Wisła Kraków
28 stycznia 2011 roku podpisał 3,5 letni kontrakt z Wisłą Kraków, Pierwszego gola dla Wisły strzelił 16 marca w meczu Pucharu Polski z Podbeskidziem Bielsko-Biała. Sezon zakończył zdobyciem mistrzostwa Polski z Wisłą.

## Kariera reprezentacyjna
Do 2006 roku regularnie występował w reprezentacji Bułgarii U-21. W kadrze seniorskiej zadebiutował w 2005 roku.

## Statystyki
(stan na 2 czerwca 2013)
| Klub                   | Sezon            | Liga             | Liga  | Liga   | Puchary krajowe | Puchary krajowe | Puchary europejskie | Puchary europejskie | Suma  | Suma   |
| Klub                   | Sezon            | Liga             | Mecze | Bramki | Mecze           | Bramki          | Mecze               | Bramki              | Mecze | Bramki |
| ---------------------- | ---------------- | ---------------- | ----- | ------ | --------------- | --------------- | ------------------- | ------------------- | ----- | ------ |
| Łokomotiw Mezdra       | 2001–2002        | V AFG            | 12    | 1      | –               | –               | –                   | –                   | 12    | 1      |
| Łokomotiw Mezdra       | 2002–2003        | V AFG            | 30    | 14     | 3               | 1               | –                   | –                   | 33    | 15     |
| Łokomotiw Mezdra       | 2003–2004        | V AFG            | 30    | 24     | –               | –               | –                   | –                   | 30    | 24     |
| Łokomotiw Sofia        | 2004–2005        | A PFG            | 30    | 12     | 1               | 1               | –                   | –                   | 31    | 13     |
| Łokomotiw Sofia        | 2005–2006        | A PFG            | 27    | 11     | 1               | 0               | –                   | –                   | 28    | 11     |
| Łokomotiw Sofia        | 2006–2007        | A PFG            | 29    | 27     | 2               | 1               | 6                   | 4                   | 37    | 32     |
| Dinamo Moskwa          | 2007             | Priemjer-Liga    | 9     | 0      | 1               | 1               | –                   | –                   | 10    | 1      |
| Dinamo Moskwa          | 2008             | Priemjer-Liga    | 23    | 4      | 2               | 0               | –                   | –                   | 25    | 4      |
| Dinamo Moskwa          | 2009             | Priemjer-Liga    | 5     | 0      | 2               | 0               | 0                   | 0                   | 7     | 0      |
| Łokomotiw Sofia (wyp.) | 2009–2010 (w)    | A PFG            | 13    | 4      | –               | –               | –                   | –                   | 13    | 4      |
| Łokomotiw Sofia (wyp.) | 2010–2011 (j)    | A PFG            | 13    | 11     | 1               | 0               | –                   | –                   | 14    | 11     |
| Wisła Kraków           | 2010–2011 (w)    | Ekstraklasa      | 13    | 6      | 1               | 1               | –                   | –                   | 14    | 7      |
| Wisła Kraków           | 2011–2012        | Ekstraklasa      | 21    | 7      | 3               | 4               | 10                  | 2                   | 34    | 13     |
| Wisła Kraków           | 2012–2013        | Ekstraklasa      | 21    | 4      | 3               | 4               | –                   | –                   | 24    | 8      |
| Suma                   | Łokomotiw Mezdra | Łokomotiw Mezdra | 72    | 39     | 3               | 1               | –                   | –                   | 75    | 40     |
| Suma                   | Łokomotiw Sofia  | Łokomotiw Sofia  | 112   | 65     | 5               | 2               | 6                   | 4                   | 123   | 71     |
| Suma                   | Dinamo Moskwa    | Dinamo Moskwa    | 37    | 4      | 5               | 1               | 0                   | 0                   | 42    | 5      |
| Suma                   | Wisła Kraków     | Wisła Kraków     | 55    | 17     | 7               | 9               | 10                  | 2                   | 72    | 28     |

## Sukcesy

### Zespołowe
Wisła Kraków
- mistrzostwo Polski: 2010/11

### Indywidualne
- król strzelców A PFG: 2006/07